# Stamnodes sistenata
Stamnodes sistenata là một loài bướm đêm trong họ Geometridae.